# Troizinia-Methana
Troizinìa-Méthana (in greco Τροιζηνία-Μέθανα?) è un comune della Grecia situato nella periferia dell'Attica (unità periferica delle Isole) con 8.238 abitanti secondo i dati del censimento 2001.
È stato istituito a seguito della riforma amministrativa detta piano Kallikratis in vigore dal gennaio 2011 che ha abolito le prefetture e accorpato numerosi comuni.
Sorge nei pressi dell'antica Trezene.
Il comune ha assunto il nome attuale nel 2014, aggiungendo al nome Troizinia il nome dell'ex comune Methana.